# Kristjan Kombe
Kristjan Kombe (* 28. März 2000 in Kuressaare) ist ein estnischer Eishockeyspieler, der seit 2022 bei Joensuun Kiekko-Pojat in der Mestis unter Vertrag steht.

## Karriere

### Club
Kristjan Kombe begann seine Karriere als Eishockeyspieler in Finnland bei Hämeenlinnan Pallokerho. Dort spielte er zunächst im Nachwuchsbereich. Mit 18 Jahren spielte er erstmals in der Herren-Mannschaft in der Liiga. 2021 wechselte er zum finnischen KHL-Klub Jokerit, war aber größtenteils an Kiekko-Vantaa aus der zweitklassigen finnischen Mestis ausgeliehen. 2022 schloss er sich Joensuun Kiekko-Pojat an, das ebenfalls in der Mestis spielt.

### International
Für Estland nahm Kombe im Juniorenbereich an der Division I der U20-Weltmeisterschaft 2020. Für die Herren-Nationalmannschaft spielte er bei den Weltmeisterschaften der Division I 2022 und 2023. Zudem stand er beim Baltic Challenge Cup 2022 und 2023 auf dem Eis.

## Statistik
(Stand: Ende der Saison 2022/23)